# Walter Guillén Soto
Walter Guillén Soto SDB (ur. 6 grudnia 1961 w San Pedro Sula) – honduraski duchowny rzymskokatolicki, biskup pomocniczy Tegucigalpy (nominat) w latach 2020–2021, biskup diecezjalny Gracias od 2021.

## Życiorys

### Prezbiterat
Święcenia kapłańskie przyjął 5 listopada 1988 w zgromadzeniu salezjanów. Był głównie dyrektorem salezjańskich szkół technicznych. Pełnił także funkcje m.in. sekretarza arcybiskupa Tegucigalpy oraz generalnym kapelanem Katolickiego Uniwersytetu Hondurasu.

### Episkopat
14 listopada 2020 papież Franciszek mianował go biskupem pomocniczym archidiecezji Tegucigalpa oraz biskupem tytularnym Nasbinca. 
27 kwietnia 2021 papież Franciszek przeniósł go na urząd biskupa diecezjalnego nowo powstałej diecezji Gracias. Sakry udzielił mu 11 czerwca 2021 nuncjusz apostolski w Hondurasie – arcybiskup Gábor Pintér.